# 剛性率

せん断ひずみ

剛性率（ごうせいりつ）は弾性率の一種で、せん断力による変形のしにくさをきめる物性値である。せん断弾性係数（せん断弾性率）、ずれ弾性係数（ずれ弾性率）、横弾性係数、ラメの第二定数ともよばれる。剛性率は通常Gで表され、せん断応力とせん断ひずみの比で定義される。
{\displaystyle G\ {\stackrel {\mathrm {def} }{=}}\ {\frac {\tau _{xy}}{\gamma _{xy}}}={\frac {F/A}{\Delta x/l}}={\frac {Fl}{A\Delta x}}}
ここで
{\displaystyle \tau _{xy}=F/A\,} = せん断応力
{\displaystyle F} ： せん断力
{\displaystyle A} ： 部材の断面積
{\displaystyle \gamma _{xy}=\Delta x/l=\tan \theta \,} = せん断ひずみ
{\displaystyle \Delta x} ： せん断変形量
{\displaystyle l} ： 部材の長さ
ヤング率が材料の引張り試験で容易に測定できるのに比べ、純せん断状態を作るのは難しいため直接測定しにくい値である。
等方性材料（異方性のない材料）では、ヤング率およびポアソン比との間に次の関係がある。
{\displaystyle G={E \over 2(1+\nu )}}
{\displaystyle E} ： ヤング率
{\displaystyle \nu } ： ポアソン比
いくつかの材料のヤング率・剛性率・ポアソン比を下表に示す。
| 材質             | ヤング率 (GPa) | 剛性率 (GPa)  | ポアソン比 |
| ---------------- | -------------- | ------------- | ---------- |
| 鉄鋼             | 201-216        | 78-84         | 0.28-0.30  |
| 黄銅(C2600)      | 110            | 41            | 0.35       |
| ゴム（弾性ゴム） | 0.0015-0.005   | 0.0005-0.0015 | 0.46-0.49  |

## 弾性率の相関関係
等方均質弾性体では、ヤング率、ポアソン比、体積弾性率、剛性率、ラメの第一定数の五つの弾性率はそれぞれ、二つを用いて残りの三つを表すことができる。